# Viaduc de Ballersdorf
Le viaduc de Ballersdorf est un pont ferroviaire en courbe de la ligne de Paris-Est à Mulhouse-Ville qui franchit le vallon du Rossbaechel sur le territoire de la commune de Ballersdorf, dans le département du Haut-Rhin en région Grand Est.
Mis en service en 1857 par la Compagnie des chemins de fer de l'Est il est partiellement détruit par l'armée française en 1914, et reconstruit après la fin du conflit. Il est devenu depuis la propriété de Réseau ferré de France (RFF) et est notamment utilisée par des trains de la Société nationale des chemins de fer français (SNCF).

## Situation ferroviaire
Le viaduc de Ballersdorf est situé au point kilométrique (PK) 466,038 de la ligne de Paris-Est à Mulhouse-Ville, entre la gare de Dannemarie et l'ancienne gare de Ballersdorf.

## Histoire
La Compagnie des chemins de fer de l'Est, concessionnaire du chemin de fer de Paris à Bâle fait construire un viaduc pour franchir le vallon où coule le ruisseau Barrenweg. Il est édifié sur les bans des villages de Dannemarie et Ballersdorf. La compagnie le met en service le 15 octobre 1857, jour où un premier train fait la liaison entre les gares de Bâle et de Dannemarie. À 2,5 km à l'ouest, est construit simultanément le viaduc de Dannemarie qui franchit la Largue.
Le 26 août 1914, ou le 27 vers 1 h du matin, l'armée française rend le viaduc inutilisable pour le chemin de fer en faisant sauter plusieurs arches. Après avoir été remplacé par une déviation, il est reconstruit après la fin du conflit de la Première Guerre mondiale.

## Caractéristiques
C'est un pont en arc de type viaduc courbe en maçonnerie, utilisant principalement de la brique (près de 9 millions ont été cuites sur le chantier), mais aussi de la pierre de taille et du béton. Il compte 34 arches culminant à 18 mètres pour les plus hautes ; elles ont nécessité 26 000 m3 de maçonnerie.

## Iconographie
- Dannemarie (Alsace) - Le viaduc vers Ballersdorf, détruit par le Génie Militaire français le 26 août 1914 (Guerre Européenne 1914-1915), LL. Carte postale ancienne avec la photo de la destruction).